# Flesh (pel·lícula de 1968)
Flesh (títol alternatiu: Andy Warhol's Flesh) és una pel·lícula estatunidenca de 1968 dirigida per Paul Morrissey i protagonitzada per Joe Dallesandro com a prostitut que treballava als carrers de Nova York. Destaca diverses superestrelles de Warhol, a més de ser els debuts cinematogràfics tant de Jackie Curtis com de Candy Darling. També apareixen Geraldine Smith com a dona de Joe i Patti D'Arbanville com la seva amant.

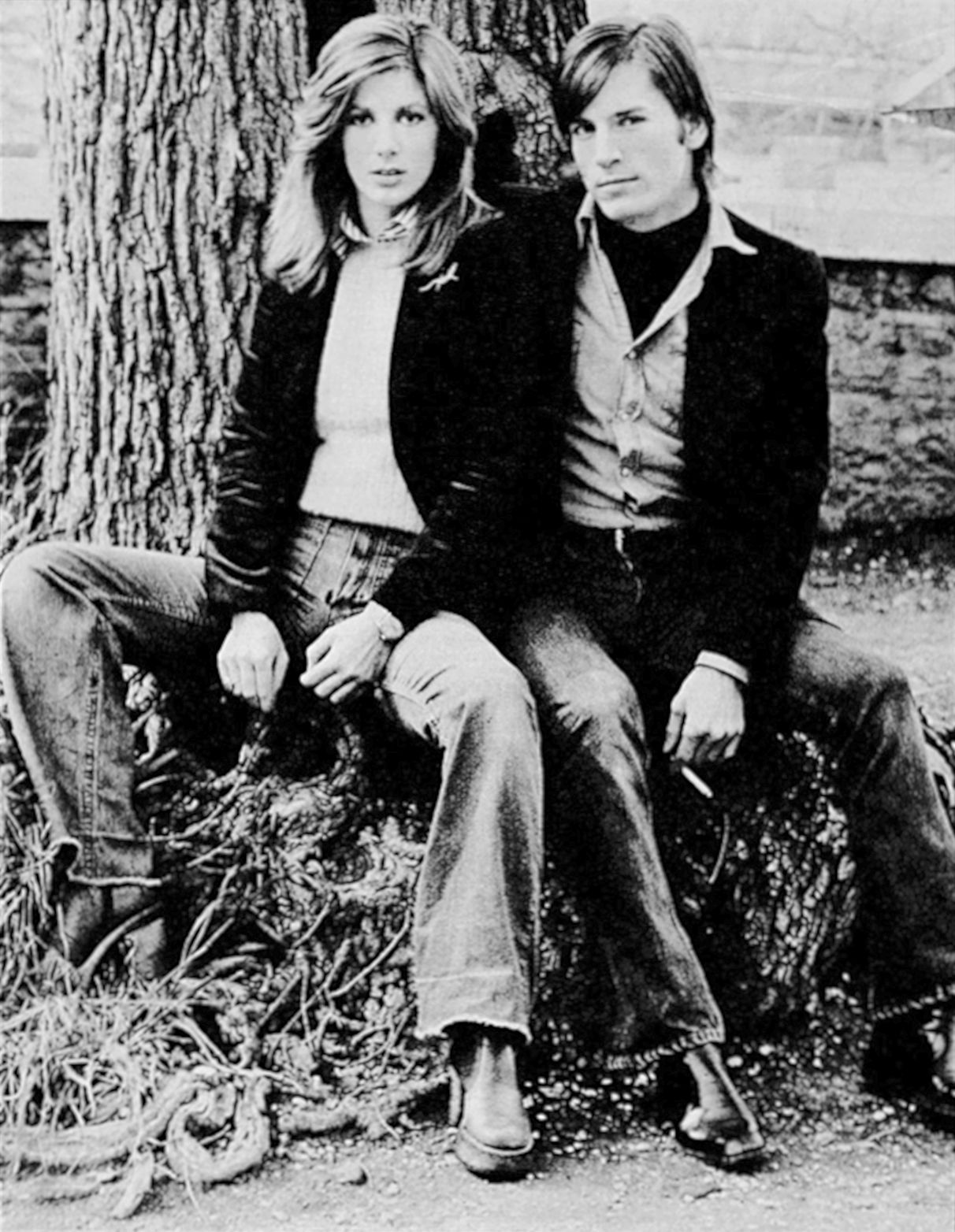
Stefania Casini i Joe Dallesandro (1974)

Flesh es va mostrar per primera vegada al Andy Warhol Garrick Theatre al 152 Bleecker Street a Manhattan el 26 de setembre de 1968. El gener de 1970, la pel·lícula es va estrenar a l'Open Space Theatre a Londres, però a causa de la controvèrsia sobre la censura de la pel·lícula, es va retirar del cinema i no es va mostrar públicament fins al 1971.
Flesh és la primera pel·lícula de la "Trilogia de Paul Morrissey" produïda per Andy Warhol. Les altres pel·lícules de la trilogia són Trash (1970) i Heat (1972). Totes tres han guanyat un estatus de culte i són exemples destacats dels ideals i la ideologia de l'època.

## Argument
Quan comença la pel·lícula, la Geri expulsa en Joe del seu llit i insisteix que surti al carrer per guanyar diners per a l'avortament de la seva xicota. Això porta a diverses trobades de Joe amb clients, inclòs un artista que vol dibuixar Joe, interpretat per Maurice Braddell, Louis Waldon com a gimnasta i John Christian.
Les escenes filmades als carrers de Nova York mostren a Joe passant temps amb altres prostituts, un dels quals és interpretat pel seu germà de la vida real, i ensenyant els trucs de l'ofici al nou prostitut, interpretat per Barry Brown. La pel·lícula inclou una escena de Joe interactuant amb el seu fill d'un any a la vida real. Flesh conclou amb Joe al llit amb Geraldine Smith i Patti D'Arbanville. Les dones despullen a Joe i comencen a tenir intimitat entre elles. Al seu torn, Joe s'avorreix i s'adorm.

## Repartiment
- Joe Dallesandro com a Joe, el prostitut
- Geraldine Smith com a Geri
- Maurice Braddell com a l’artista
- Louis Waldon com a David
- Geri Miller com a Terry
- Candy Darling com a Candy
- Jackie Curtis com a Jackie
- Patti D'Arbanville com la núvia de Geri
- Barry Brown com a prostitut

## Producció
Warhol i Morrissey van concebre Flesh mentre Warhol estava convalescent després de l'atemptat contra la seva vida per part de Valerie Solanas. John Schlesinger estava filmant Midnight Cowboy, que comptava amb diversos membres del seguici de Warhol, inclosos Viva i Ultra Violet que, amb Morrissey, va rodar un curtmetratge separat durant el rodatge de l'elaborada escena de festa de Midnight Cowboy.
Warhol inicialment va aprovar la participació de la seva gent, però es va sentir ressentit pel que va percebre com la caça furtiva de l'escena de Warhol per part de Schlesinger. Warhol va decidir soscavar Schlesinger filmant la seva pròpia història sobre un prostitut.
La pel·lícula va ser fotografiada per Morrissey, utilitzant una càmera 16mm Auricon preferida per Warhol per les seves pel·lícules anteriors. Aquesta càmera permetia gravar el so directament a la pel·lícula i tenia un temps màxim d'execució de 33 minuts. Això va permetre llargues escenes improvisades. Morrissey sovint incloïa els marcs i els pops de flaix de la càmera, que es produeixen en iniciar i aturar la càmera, com a opció estètica.

## Controvèrsia de la censura del Regne Unit
Flesh es va estrenar a Londres a l'Open Space Theatre a Tottenham Court Road el 15 de gener de 1970. El censor britànic John Trevelyan desconfiava d'emetre un certificat de cinema a la pel·lícula, però l'havia suggerit al distribuïdor Jimmy Vaughan per les projeccions del club. El 3 de febrer de 1970, arran d'un queixa d'un membre del públic, les autoritats van atacar l'Open Space Theatre perquè la pel·lícula no tenia un certificat de la British Board of Film Classification (BBFC). Després d'una protesta pública, el BBFC va aprovar Flesh amb un certificat 'X' sense tallar el 27 d'octubre de 1970. La pel·lícula es va reobrir al Chelsea Essoldo el 1971.

## Recepció
Flesh originalment no va ser ben rebuda als Estats Units i al Regne Unit, però va obtenir popularitat a Alemanya, sent una de les 5 pel·lícules més taquilleras del 1970. Amb els anys, la pel·lícula ha guanyat un estatut de culte. Flesh ocupa el lloc 478 a la llista de la revista Empire de 2008 de les 500 millors pel·lícules de tots els temps, i el 2007, The Guardian va triar Flesh com una de les seves "1000 pel·lícules per veure abans de morir". Té una puntuació d'aprovació del 63% a Rotten Tomatoes basat en 8 ressenyes, amb una puntuació mitjana de 7/10.